# You (låt av Robin Stjernberg)
"You" är en låt med den svenske sångaren Robin Stjernberg. Låten vann Melodifestivalen 2013.

## Melodifestivalen 2013
Bidraget presenterades som ett av de tävlande bidragen till Melodifestivalen 2013 den 26 november 2012. Det sades vid detta tillfälle att låten skulle tävla i den fjärde deltävlingen i Malmö den 26 februari 2013. Bidraget kvalificerade sig vidare till Andra chansen den 2 mars, där den lyckades gå vidare i bägge tävlingsomgångarna och därefter slå ut sin motståndare i semifinalsduellen. Således kvalificerade sig bidraget till finalen den 9 mars. I finalen fick bidraget startnummer nio. Under finalen lyckades bidraget få högst totalpoäng av de elva jurygrupperna och därefter näst flest tittarpoäng. Trots att bidraget fick näst flest röster av tittarna blev totalpoängen av juryerna och tittarna tillräcklig för att vinna. Låten blev därmed den första som kvalificerat sig från momentet Andra chansen som sedan vunnit finalen. "You" fick därmed representera Sverige i Eurovision Song Contest 2013.

## Eurovision Song Contest
Då Sverige står som värdland 2013 slipper låten kvala genom en av de två semifinalerna. Bidraget kommer i finalen få ett lottat startnummer, medan övriga bidrag som kvalificerar sig dit kommer att få sina startnummer bestämda av Sveriges Television. Totalt kommer det att bli tjugosex finalister: tjugo från semifinalerna och sex stycken direktkvalificerade (Sverige och länderna i "The Big Five").

## Framgångar
Den 14 mars 2013 meddelade Lionheart Music Group, TT Spektra och Spotify att Robin slagit ett rekord. Dagen efter vinsten spelade Spotifys användare hans låt 649 000 gånger; ingen låt hade dittills spelats så många gånger under en dag i Sverige. Dagen därpå, 15 mars 2013, hade singeln sålt Guld och veckan därpå, 22 mars 2013, nådde singeln en Platina-certifiering. Den 22 mars låg således singeln även 1:a på iTunes, Spotify, Sverigetopplistan och Radiolistan. Den 26 juni 2013 meddelade Robin att singeln sålt 3 gånger platina, motsvarande 120 000 sålda singlar. Det gjordes även en populär cover av Outtrigger dagen efter det att låten stod klar som segrare av Melodifestivalen 2013.

## Listplaceringar
| Lista (2013) | Topplacering |
| ------------ | ------------ |
| Sverige      | 1            |